# Hiriyur
Hiriyur (en canarés: ಹಿರಿಯೂರು ) es una ciudad de la India en el distrito de Chitradurga, estado de Karnataka.

## Geografía
Se encuentra a una altitud de 609 m s. n. m. a 162 km de la capital estatal, Bangalore, en la zona horaria UTC +5:30.

## Demografía
Según estimación 2011 contaba con una población de 59 877 habitantes.